# Église Saint-Jean-Baptiste d'Alcalà de Xivert
L’église Saint-Jean-Baptiste (catalan : església de Sant Joan Baptista ; espagnol : iglesia de San Juan Bautista) est une église catholique de style baroque située à Alcalà de Xivert, en Espagne. Elle est le siège d'une paroisse appartenant au diocèse de Tortosa.

## Historique
Le 9 mai 1585, l'évêque de Tortosa, devant la détérioration de la voûte, demande de la reconstruire et après d'autres visites pastorales insistant sur cette nécessité, on engage Martin Garcia Mendoza, maître-maçon de la cathédrale de Tortosa pour la restaurer, ce qui a lieu en 1610. Cependant, la voûte est touchée par la pluie et en 1625 on renforce le toit. Le poids de la nouvelle tour et du toit provoque une inclinaison des murs et des fissures apparaissent dans les voûtes, et pour résoudre le problème, on renforce les murs et les piliers,, mais la voûte menace ruine encore.
Au début du XVIIIe siècle, avec une église paroissiale en mauvais état et insuffisante pour accueillir une assemblée de fidèles en constante augmentation, on commence à envisager la construction d'un nouvel édifice. La municipalité commande en 1732 la restauration du temple et décide de déplacer le tabernacle de la chapelle de la communion jusqu'à l'autel de l'église, et peu de temps après l'évêque de Tortosa, Bartolomé Camacho y Madueño, conscient de la situation, donne l'ordre de le déplacer hors de l'église, d'abord dans la chapelle de la Verge dels Desemparats, puis à la mairie et, bien que l'espace soit insuffisant pour assurer des services religieux, il a été décidé de construire une église temporaire, qui a été achevée le 25 mars 1733.
Le 20 juin 1734, on décide de construire une nouvelle église. On élit un Conseil de fabrique et entre les différents projets présentés, c'est celui du maître architecte Josep Herrero, de Valence qui est choisi. Et l'appel d'offres pour les travaux est remporté par Vicent Carbó et Francesc Garafulla. À la fin de l'année, l'ancien édifice est démoli.
Le 12 mars 1736, les travaux commencent et la première pierre est posée le 9 avril. On passe des contrats avec Antonio Grangel maître maçon pour faire les chapiteaux et les colonnes, avec Josep Tomàs de Vistabella del Maestrat, pour sculpter les statues, et avec Julia Zaera pour peindre les pilastres de la nef. En 1745, on désigne Joan Barceló comme chef des travaux, qui se terminent en 1766.
La nouvelle église paroissiale a été bénie le 27 août 1766, à l'occasion des fêtes locales, lors desquelles se sont déroulés des spectacles avec des toros, des processions solennelles et des feux d'artifice.
Le 29 mai 1783, lors d'une assemblée générale de la population, on décide de construire le clocher et on nomme un conseil de fabrique. Les dépenses seront financées par l'impôt du trentième. La construction commence le 15 août 1784 lorsque sont creusées les fondations et se termine le 14 juin 1803, quand ont été enlevés l'échafaudage et la cage de la grue. Le maître d'œuvre qui a conçu le clocher et est responsable de son exécution est Joan Barceló. À sa mort lui succède Blas Teruel. Ce clocher, point final du conflit entre le baroque et le néoclassicisme, utilise de manière libre le classicisme avec des éléments de style gothique s'opposant à la décoration intérieure de l'église, mais s'accordant avec le style de la façade .
Pendant la guerre civile, huit statues sur la façade et celle de Santa Barbara qui couronnait la porte d'entrée du clocher ont été détruites, et à partir des années 1960, elles ont été progressivement reconstituées pour se terminer en 1994.
De 1988 à 1994, on a restauré la fresque couvrant le bâtiment : on a restauré et repeint les nefs; on a reconstruit la structure du retable majeur; on a décoré la chapelle du Saint-Sacrement et la niche de l'Enfant Jésus. Et en 1996, on a placé le nouveau retable majeur.
Entre 2008 et 2009, on a rénové et renforcé la structure du clocher, puis dans une deuxième phase, restauré l'escalier intérieur en colimaçon, et tous ces travaux de restauration du clocher ont été inaugurés le 29 août 2009.
En 2010, deux pièces du côté gauche près du presbytère ont été rénovées, afin d'agrandir le musée paroissial.

## Architecture

### Structure
L'église possède un plan en croix latine inscrite dans un rectangle et son intérieur est divisé longitudinalement suivant une nef et deux bas-côtés. Les chapelles  sont situées entre les contreforts. Le chœur est rectangulaire avec l'abside droite et tout autour on trouve la sacristie et d'autres dépendances. À l'entrée de la nef, dans la première section entre les contreforts et du côté droit, on trouve la chapelle de la Communion, de plan en croix grecque couverte par une coupole,.
La nef de l'église, le presbytère et les bras du transept sont couverts d'une voûte en berceau avec des lunettes dans la nef. Les allées dans les quatre sections sont surmontées de coupoles avec des lanternons. Sur la croisière se dresse une coupole sur un tambour avec huit grandes fenêtres et pas de lanterne ,.

### Façade

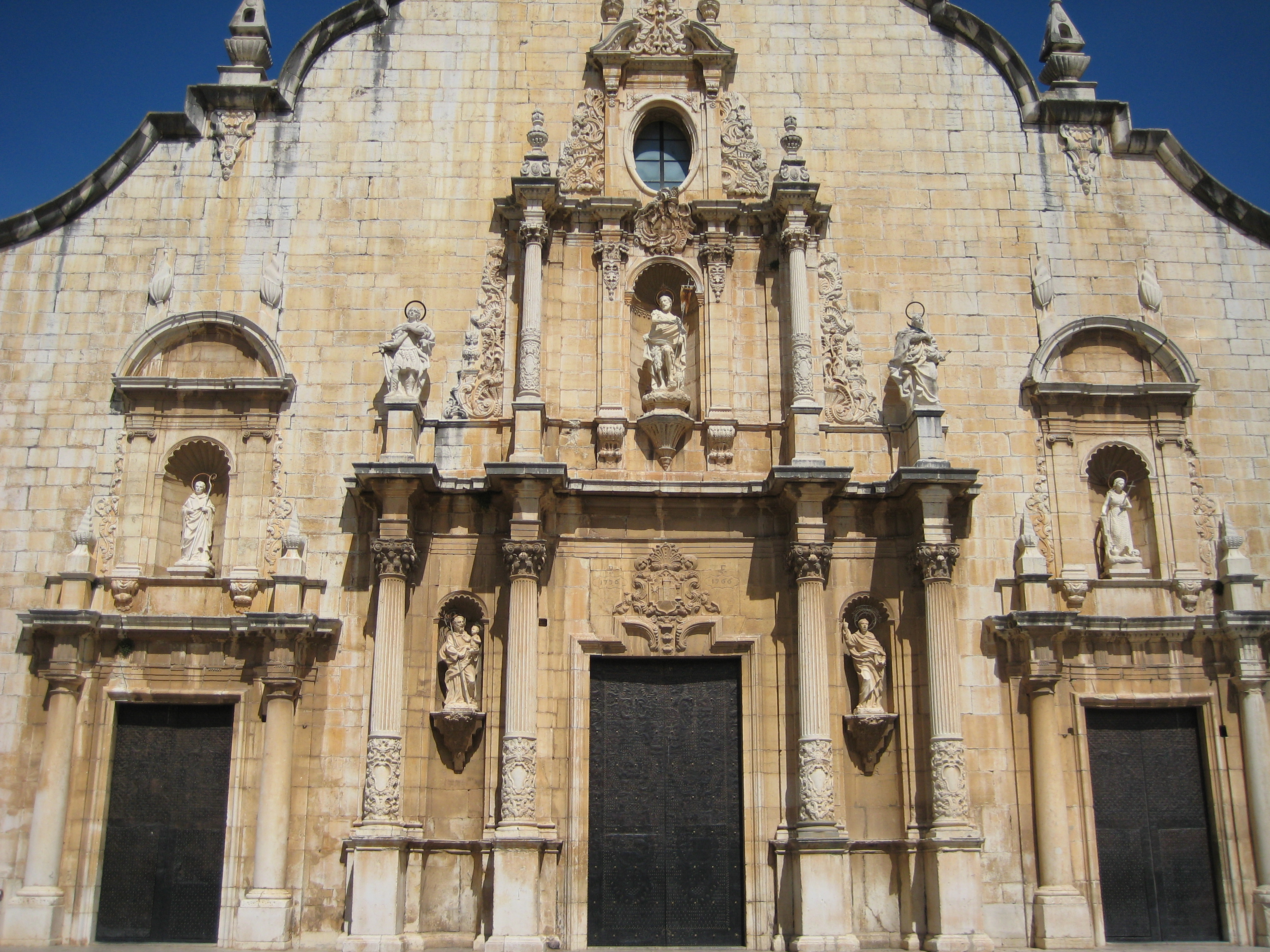
Façade de l'église.

La façade de l'église est un grand mur de maçonnerie ordinaire. Cette façade est surmontée d'un profil mixtiligne couronné de six flammes et par la statue de l'Archange Saint Michel. Elle présente trois portails disposés symétriquement, qui correspondant aux trois nefs intérieures,.
porte
Le portail central est structuré en trois niveaux. Le premier niveau comporte quatre colonnes d'ordre composite, posées deux par deux sur un podium. Les colonnes sont cannelées avec un décor baroque dans le tiers inférieur du fût et précèdent des pilastres du même ordre à l'arrière. Entre les colonnes, deux niches avec des statues de Saint-Joseph et Saint-Vincent Ferrer sur des consoles, encadrant le portail, surmonté par les armes de la commune. Au deuxième niveau, deux colonnes corinthiennes, qui sont dans le prolongement des colonnes du niveau inférieur, et dont le fût est décoré de la même manière, sont situées devant deux pilastres également et encadrent une niche abritant la statue de saint Jean-Baptiste. Les colonnes extérieures du premier niveau sont surmontées posées sur des podiums, par les statues de Sant Iscle et de Santa Victoria. Le troisième niveau au-dessus de la niche entourée de pilastres comporte un oculus encadré par des pilastres et prolongeant les colonnes inférieures, des vases d’enfaîtement. Le tout est surmonté par un fronton curviligne, avec des motifs végétaux à l'intérieur et surmonté par des vases,.
Les portails latéraux disposent de deux niveaux, le niveau inférieur avec des colonnes toscanes adossées, et le supérieur formé par une niche avec une statue (de Saint Benoît et Marie-Madeleine) délimitée par des pilastres ioniques et surmonté d'un tympan semi-circulaire,.

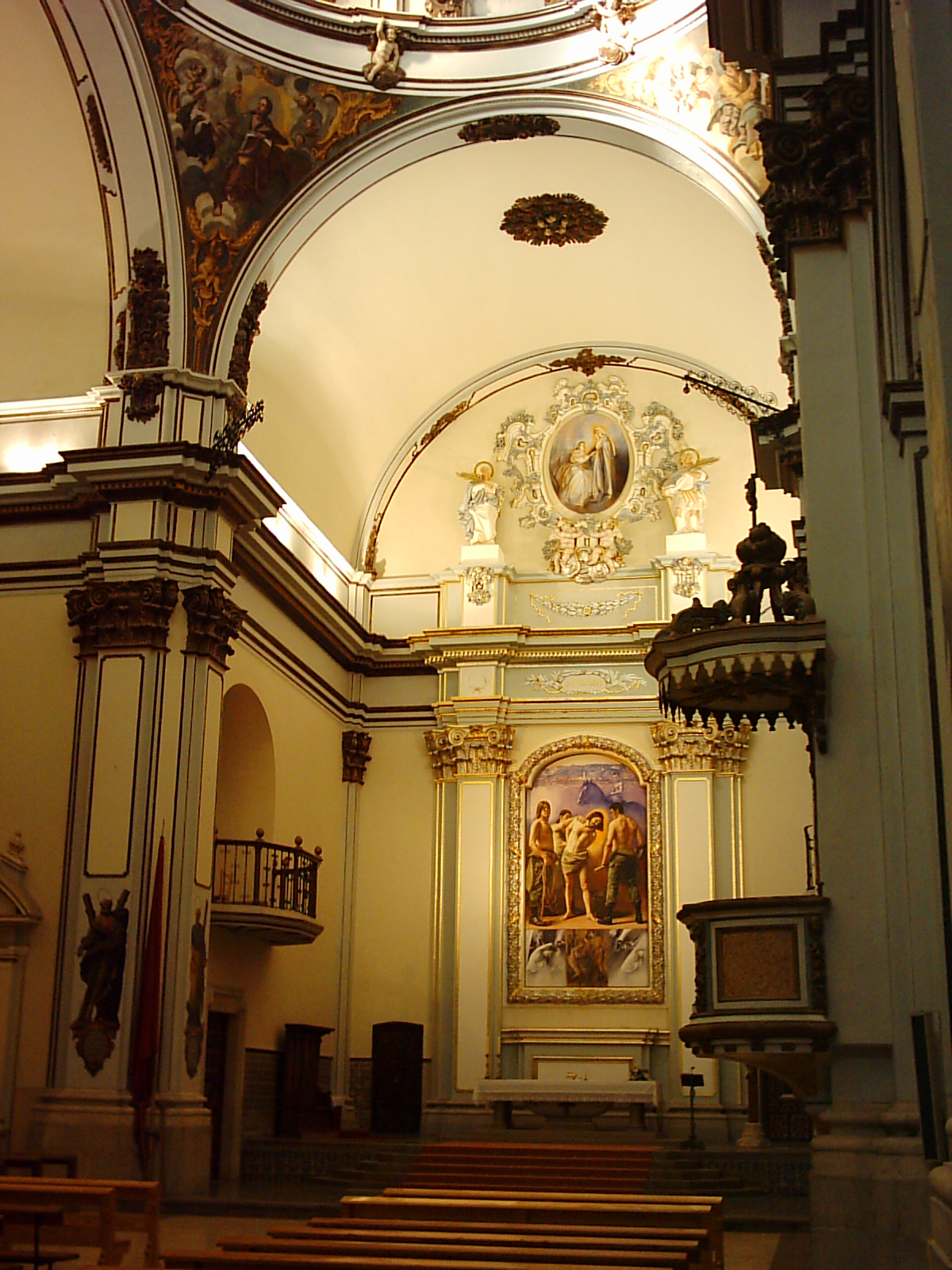
Intérieur de l'église.

### Intérieur de l'église
La décoration intérieure comporte des stucs de Josep Tomàs, et un ensemble de peintures de Julia Zaer. Cette décoration a été faite à la même époque dans les années 1760.
Les stucs qui ornent l'église sont de style rococo et leur qualité est parmi les plus remarquables pour la région nord de Valence. Les anges présentant différentes attitudes et expressions sont pleins de grâce; les têtes qui ont été décapitées nous permettent de voir le haut niveau de la technique de l'auteur.
Les peintures de Zaer constituent aujourd'hui le plus important cycle de peintures baroques concernant le nord de la région valencienne. On y trouve du mouvement sans exagération et une technique de clair-obscur remarquable, le tout encadré et mis en valeur par une rocaille et une architecture rococo. L'iconographie est également de style baroque.
Les peintures murales sont une glorification de l'Église militante. Les sujets représentés dans la nef principale sont la Vierge et l'évangélisation. Les pendentifs de la coupole centrale sont ornés par les figures des évangélistes. Dans les allées latérales, les sujets font allusion au culte des chapelles latérales. Dans la chapelle de la Communion sont représentés l'Eucharistie et des personnages et des scènes associées, ainsi que les Pères de l'Église latine,. Dans le déambulatoire, la décoration picturale couvre le plafond avec des thèmes liés au triomphe de l'Église et de l'Eucharistie, au Nouveau et à l'Ancien Testament.
Le retable est l'œuvre de Vicente Traver Calzada, et se compose de trois parties, qui sont de haut en bas : une peinture de forme ovale intitulée « Visite de la Vierge Marie à sa cousine sainte Elisabeth », isolée du reste de l'œuvre; le corps central est fait en deux parties, « la décollation de Jean-Baptiste » comme motif principal, et une prédelle avec trois images au fond, représentant « Le baptême de Jésus » au centre et sur les deux côtés « la danse de Salomé ».

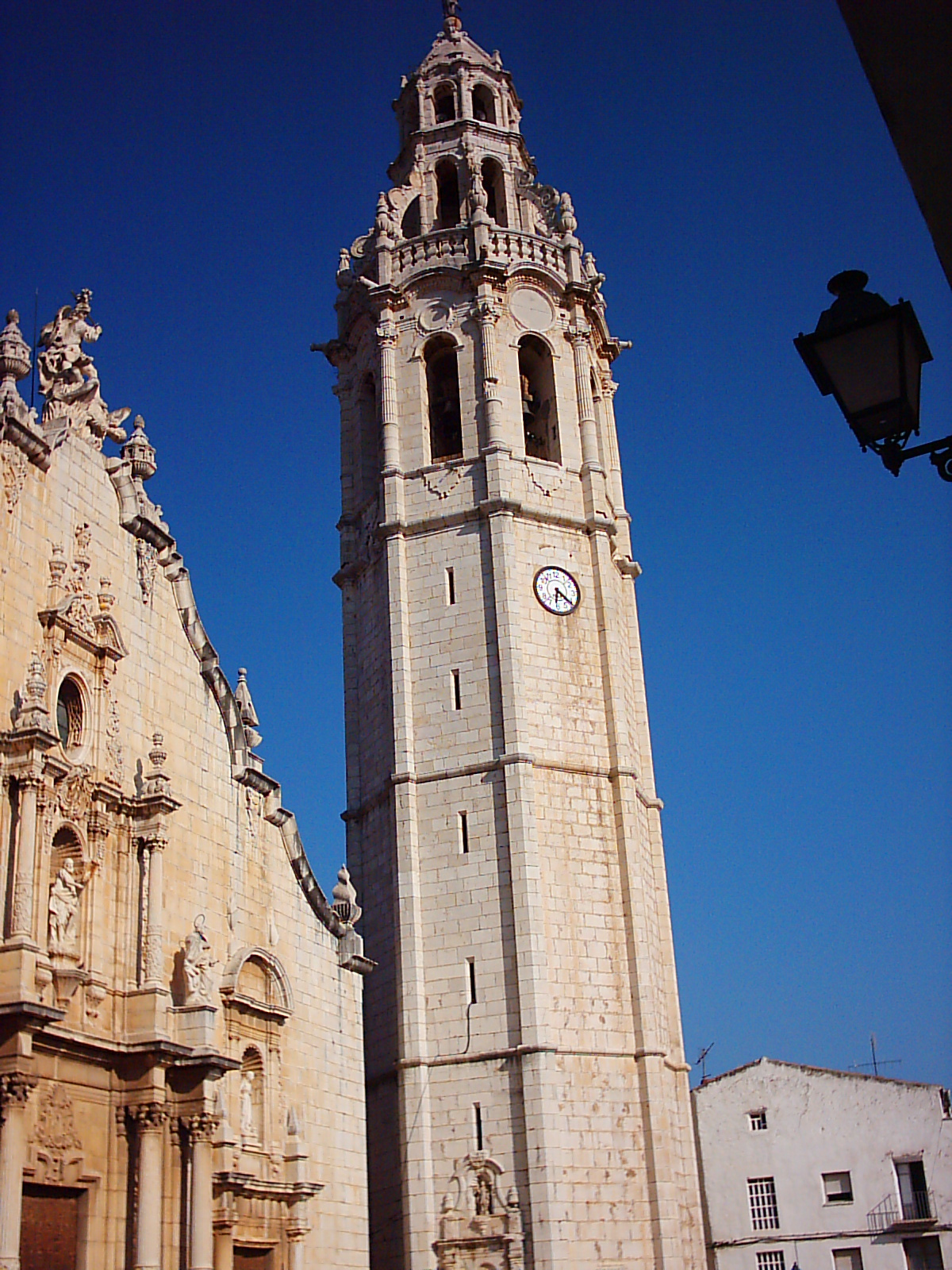
Clocher et église.

### Le clocher
Il s'agit d'une svelte tour haute de 69 m, et de section octogonale, construite en pierre de taille. L'édifice étant rythmé par des contreforts aux angles et des cordons horizontaux. Les trois premiers étages sont sans ouvertures, à l'exception de la porte et de cinq petites fenêtres qui éclairent l'escalier en colimaçon. L'étage renfermant les cloches voit les contreforts remplacés par des colonnes d'ordre composite semi-adossées, et entre elles, de chaque côté, s'ouvre une longue arcade voûtée, et au-dessus de chacune des arcades est placé un oculus aveugle qui articule la balustrade circulaire qui couronne la tour.
Le sommet de la tour se compose d'un édifice plus simple à deux corps avec des ouvertures en plein cintre et de petites colonnes dans les angles, maintenu par des arcs boutants reposant sur la balustrade. Au sommet a été posée une statue de Saint-Jean-Baptiste en cyprès recouverte de plaques de plomb, œuvre de Jose Bosch, qui a été placée là par le gymnaste Portollano Jose, tout seul, le 28 octobre 1901.
La porte d'accès au clocher est encadrée par deux pilastres doriques, couronnés par une niche, où figure la statue de Santa Barbara,.

### Musée paroissial
Le musée est situé à côté de l'église dans deux salles au-dessus de la sacristie actuelle. Sont exposés des peintures, certaines d'entre elles provenant du retable disparu pendant la guerre civile et datant du XVIIe siècle et venant de l'école de Ribalta, et deux tableaux de Vicente Guilló qui faisaient partie des portes de l'orgue, des ornements et des objets d'orfèvrerie, dont les pièces les plus importantes sont:
- une croix de procession de 1636, en argent doré.
- un calice en argent doré du XVe siècle, gravé et en relief avec des émaux translucides. Poinçon de Valence.
- un calice de la passion, en argent doré, ciselé et gravé. Poinçon de Valence, datant de la première moitié du XVIe siècle.

Au début de l'année 2011 a été installée dans deux chambres à côté de la cure une collection permanente de 62 croquis réalisés par Vicent Traver du retable majeur pour rendre compréhensible et montrer le processus de création qui a guidé le peintre.

## Protection
Le 28 décembre 1981 a commencé la déclaration d'enregistrement comme monument historico-artistique de l'ensemble formé par l'église et le clocher, qui se traduit dans la résolution publiée au Bulletin officiel de l'État du 19 février 1982.
Depuis le 28 septembre 2007, l'église et le clocher font l’objet d’un classement en Espagne au titre de bien d'intérêt culturel,.

### Sources
- (ca) Cet article est partiellement ou en totalité issu de l’article de Wikipédia en catalan intitulé « Església de Sant Joan Baptista d'Alcalà de Xivert » (voir la liste des auteurs).